# Hochwasserrückhaltebecken Keddinghausen
Das Hochwasserrückhaltebecken Keddinghausen ist ein Hochwasserrückhaltebecken des Wasserverbandes Obere Lippe bei Büren im Kreis Paderborn, Nordrhein-Westfalen.
Die Afte wird hier seit 1976 im Teildauerstau von einem Staudamm aus gebrochenem Fels und verlehmtem Talschotter mit einer Lehmkern-Schürzendichtung aufgestaut. 
Das Rückhaltebecken wurde nach der schweren Heinrichsflut im Sommer 1965 errichtet. Ende der 1990er Jahre wurde das Becken abgelassen und ausgebaggert, da durch das von der Afte mitgeführte Schüttmaterial der See zu verlanden drohte. Derzeit wird über eine Umleitung des Flusses um den See herum nachgedacht.
Das von der Bevölkerung auch Keddinghäuser See genannte Becken ist ein beliebtes Naherholungsgebiet. Um den See führt ein Wanderweg, unweit des Hochwasserentlastungsbauwerks befindet sich ein Grillplatz. Auch als Angelplatz ist der See sehr beliebt.

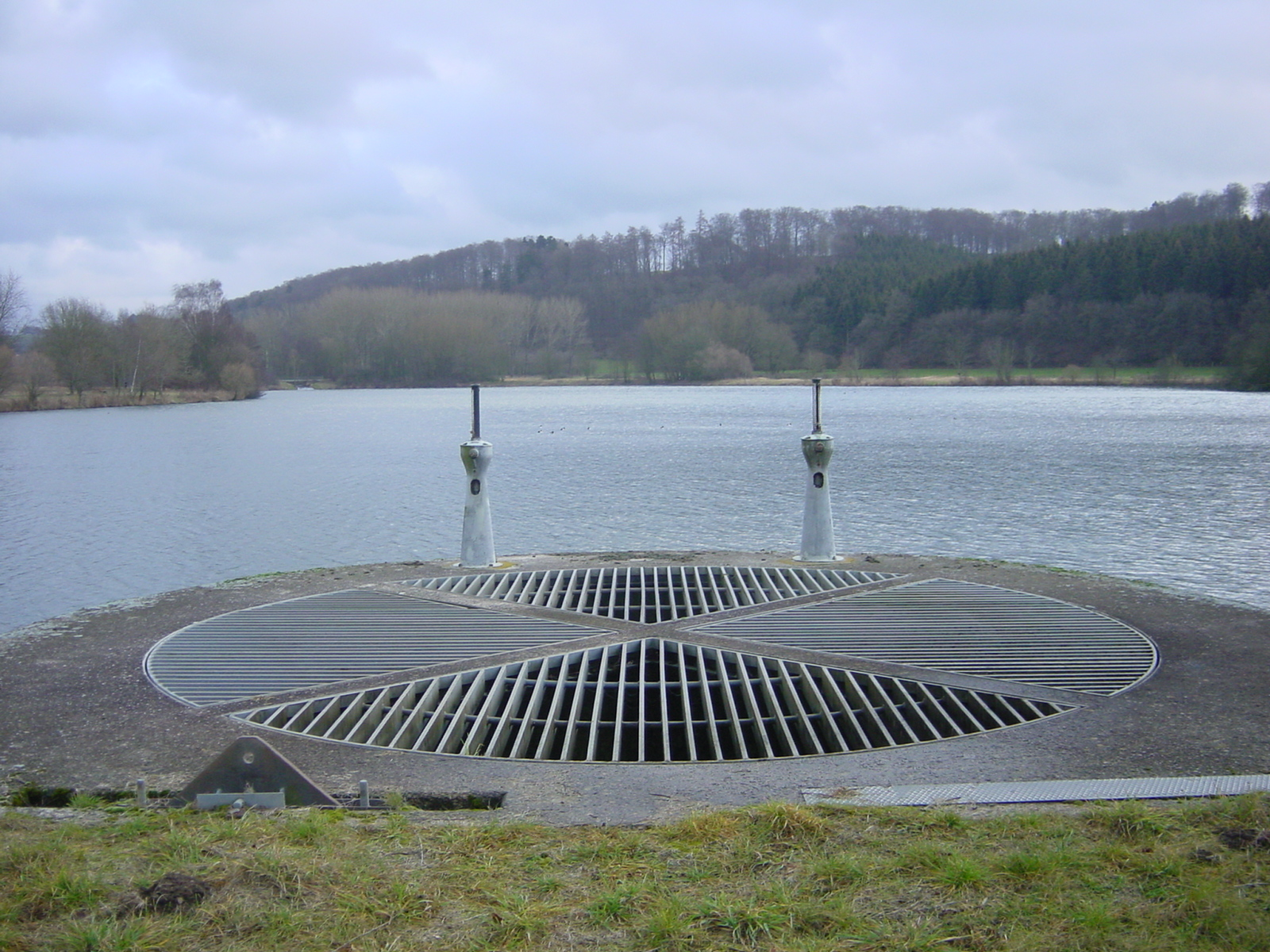
Blick über den Einlauf auf den Stausee